# سينما الكاميرون
تشمل سينما الكاميرون صناعة الأفلام باللغتين الفرنسية والإنجليزية. تُعرف صناعة السينما الأنجلوفونية أحيانًا باسم كوليوود (Collywood).

## تاريخ
في عام 1919، تم تصوير فيلم (المفوضية العليا للجمهورية الفرنسية في الكاميرون) في الكاميرون الفرنسية.
في عام 1960، أصبحت الكاميرون دولة مستقلة، وبدأ تاريخ السينما الكاميرونية في عام 1962.
كانت تيريز سيتا-بيلا وجان بيير ديكونغي بيبا أول منتجي الأفلام الكاميرونيين. من بين الأسماء الأخرى في السينما الكاميرونية المبكرة نجد ألفونس بيني الذي درس تقنية الأفلام في المعهد الحر للسينما الفرنسية (CLCF)، ودانييل كاموا الذي درس السينما في جامعة باريس 8. أول فيلم تم تصويره في الكاميرون بعد الاستقلال كان (Point de Vue No. 1)، من إخراج Dia Moukouri، والذي لم يظهر في السوق حتى عام 1966.
قبل عام 1973، تم إنتاج ما يقرب من 15 فيلمًا قصيرًا وطويلًا، بدعم مالي من وزارة التعاون الفرنسية، وبدعم فني من المراكز الثقافية الفرنسية. في عام 1972، كان هناك حوالي 32 دار سينما في جميع أنحاء الكاميرون من قبل صندوق تنمية صناعة الأفلام برعاية حكومة الكاميرون في ذلك الوقت.
في السبعينيات والثمانينيات من القرن الماضي، تم إنتاج عدد من الأفلام في الكاميرون، بما في ذلك فيلم (Muna Moto) للمخرج جان بيير ديكونغي، الذي حصل على جائزة Golden Stallion (جائزة Étalon d'or de Yennenga) في المهرجان الأفريقي للسينما والتلفزيون في واغادوغو سنة 1976.
في الثمانينيات كان هناك العديد من دور السينما في ياوندي ودوالا، والتي تم إغلاقها في وقت لاحق، وعُرضت الأفلام بدلاً من ذلك في دور السينما المتنقلة.
عُقد مهرجان الكاميرون السينمائي الدولي لأول مرة في عام 2016.